# إد لونش
إد لونش (بالإنجليزية: Ed Lynch)‏ هو لاعب كرة قاعدة أمريكي، ولد في 25 فبراير 1956 في بروكلين في الولايات المتحدة.

## وصلات خارجية
- إد لونش على موقع دوري كرة القاعدة الرئيسي (الإنجليزية)
- إد لونش على موقعبيزبول رفرنس.كوم (الدوري الرئيسي) (الإنجليزية)
- إد لونش على موقعبيزبول رفرنس.كوم (الدوري الثانوي) (الإنجليزية)
- إد لونش على موقع إي إس بي إن.كوم (أم.أل.بي) (الإنجليزية)
- إد لونش على موقع مشجعي الرسوم البيانية (الإنجليزية)